# Marcha de la milicia soviética
La "Marcha de la milicia soviética" (en ruso: Марш советской милиции, romanizado: Marsh sovietskoy militsii), op . 139, es una marcha para banda militar compuesta en 1970 por Dmitri Shostakóvich.

## Historia
Shostakóvich compuso la "Marcha de la milicia soviética" en octubre de 1970 a petición de Nicolái Shcholokov, el Ministro del Interior de la URSS. Las fuentes discrepan sobre si la obra lleva dedicatoria. Según Maksim Shostakóvich, Pauline Fairclough y Derek C. Hulme, Shostakovich dedicó la obra al escritor y satirista Mijaíl Zóschenko, quien falleció en 1958. Sin embargo, el editor de la partitura en la nueva edición de obras completas afirma que no tiene dedicatoria.
La obra fue publicada por Sovietski kompozítor, Muzika y DSCH Publishers en 1972, 1978 y 2006 respectivamente. Es la última obra ceremonial compuesta por Shostakovich para el gobierno soviético.

## Música
El tempo de la "Marcha de la milicia soviética" es "Allegretto". Típicamente, la "Marcha de la milicia soviética" dura aproximadamente 1 1/2-2 minutos.

## Estreno y recepción
La "Marcha de la milicia soviética" se estrenó en la Casa de los Sindicatos en Moscú el 10 de noviembre de 1970. Fue la obra destacada en una ceremonia que celebraba el Día de la milicia soviética. La Orquesta ejemplar de la Oficina del comandante del Kremlin dirigida por Nicolái Zolotáriov estrenaron la obra. También hicieron la primera grabación en 1971 para el sello Melodiya. Ganó primer lugar en el "Concurso estatal para la mejor obra literaria, artística y musical sobre personal de asuntos internos".
Levón Akopyán refirió a la "Marcha de la milicia soviética" como una de las "manifestaciones de conformidad" de Shostakóvich sobre lo cual era "mejor no recordar".